# Новопаньшино
Новопа́ньшино (рос. Новопаньшино) — село у складі Горноуральського міського округу Свердловської області.
Населення — 835 осіб (2010, 941 у 2002).
Національний склад станом на 2002 рік: росіяни — 95 %.